# 411

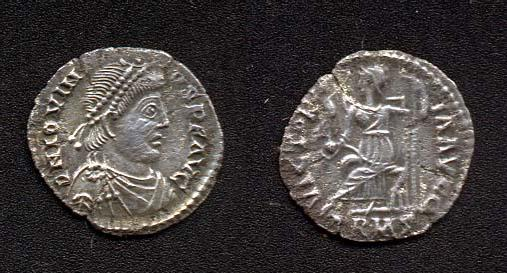
Keizer Jovinus (r. 411-413)

Het jaar 411 is het 11e jaar in de 5e eeuw volgens de christelijke jaartelling.

## Gebeurtenissen

### Europa
- Slag bij Arles: Keizer Honorius stuurt Constantius, generaal (magister militum), met een expeditieleger naar Gallië en belegert de stad Arles. Na een korte belegering geeft Constantijn III zich over. Ondanks de belofte van een veilige aftocht wordt hij gevangengenomen en geëxecuteerd (onthoofding). Constantius wordt benoemd tot medekeizer van het Imperium Galliarum (Brittannië, Gallië en Noord-Spanje).
- Na de dood van Constantijn III, claimt Jovinus in Mogontiacum (Mainz) het keizerschap. Gesteund door de Alanen, Bourgondiërs en een groot deel van de Gallische adel.
- De Visigoten onder leiding van Athaulf vallen Gallië binnen. Hij sluit een alliantie met Honorius en trekt westwaarts richting Marseille.
- Honorius sluit foederati-verdragen met de Alanen, Sueben en de Vandaalse stammen (Asdingen en Silingen) in Spanje.

### Afrika
- 18 mei - Het concilie van Carthago: Bisschoppen uit de provincie Africa komen samen. Caelestius en het pelagianisme worden veroordeeld.
- Synesius van Cyrene wordt bisschop van Cyrenaica.

### Azië
- Ingyo (r. 411-453) volgt zijn broer Hanzei op als de 19e keizer van Japan.

## Geboren
- Merovech, koning van de Merovingen (waarschijnlijke datum)
- 8 februari - Proclus, Grieks filosoof en wiskundige (overleden 485)

## Overleden
- Constantijn III, keizer van het West-Romeinse Rijk
- Constans II, usurpator en zoon van Constantijn III